# Powiat Falkenberg O.S.
Powiat Falkenberg (niem. Landkreis Falkenberg, pol. powiat niemodliński) - prusko-niemiecka jednostka administracyjna istniejąca między 1743, a 1945 rokiem, wchodząca w skład prowincji prowincji śląskiej (do 1919 roku), a następnie prowincji górnośląskiej.
Według stanu na dzień 1 stycznia 1945 roku, powiat składał się z:
- 3 miast: Niemodlin (niem. Falkenberg), Korfantów (niem. Friedland), Skorogoszcz (niem. Schurgast)
- 75 gmin wiejskich (niem. Gemeinden)
- Poligonu wojskowego w Łambinowicach (niem. Truppenübungsplatz Lamsdorf) na prawach obszaru dworskiego (niem. Gutsbezirk).

## Historia
Po reorganizacji struktur państwa pruskiego, w wyniku zakończonego w 1815 roku kongresu wiedeńskiego ponownie utworzono między innymi z dniem 8 lipca 1815 roku, powiat z siedzibą w Niemodlinie (niem. Kreis Falkenberg). Powiat składał się głównie z obszarów wiejskich wokół miast: Niemodlin, Korfantów oraz Skorogoszcz i obejmował oprócz miast, 75 gmin wiejskich oraz 81 obszarów dworskich (niem. Gutsbezirk), stanowiących odrębne jednostki administracyjne. Siedzibą starosty (niem. Landrat) był Niemodlin. W mieście tym swe siedziby miały również Sąd Rejonowy (niem. Amtsgericht) oraz urząd podatkowy (niem. Finanzamt). Początkowo powiat niemodliński należał do rejencji wrocławskiej (niem. Regierungsbezirk Breslau), z dniem 1 maja 1816 roku wszedł jednak w skład nowo utworzonej rejencji opolskiej (niem. Regierungsbezirk Oppeln). W 1818 roku dokonano korekty granicznej z sąsiadującymi powiatami, przyłączono m.in. Łambinowice.

## Gminy oraz obszary dworskie na terenie powiatu
Nazwy gmin oraz obszarów dworskich wraz z liczbą mieszkańców według spisu z 1910:
| Arnsdorf - 237 Arnsdorf, Gutsbezirk - 72 Baumgarten - 300 Baumgarten, Gutsbezirk - 46 Bauschwitz - 274 Bauschwitz, Gutsbezirk - 80 Bielitz - 942 Bielitz, Gutsbezirk - 34 Borkwitz - 376 Brande - 390 Brande, Forstgutsbezirk - 10 Dambrau - 765 Dambrau, Gutsbezirk -139 Deutsch Jamke - 185 Deutsch Jamke, Gutsbezirk - 63 Ellguth-Friedland - 364 Ellguth-Friedland, Gutsbezirk - 9 Ellguth-Steinau, Gutsbezirk - 43 Ellguth-Tillowitz - 448 Ellguth-Tillowitz, Gutsbezirk - 128 Falkenberg (Oberschlesien) - 2.057 Falkenberg, Schloß, Gutsbezirk - 171 Ferdinandshof, Gutsbezirk - 25 Floste - 354 Floste, Gutsbezirk - 26 Friedland (Oberschlesien) - 1.942 Friedland, Schloß, Gutsbezirk - 67 Geppersdorf - 344 Geppersdorf, Gutsbezirk - 6 Golschwitz - 519 Golschwitz, Gutsbezirk - 107 Graase - 597 Graase, Gutsbezirk - 74 Groditz - 360 Groditz, Gutsbezirk - 78 Groß Mahlendorf - 345 Groß Mahlendorf, Gutsbezirk - 80 Groß Mangersdorf - 462 Groß Sarne - 192 Groß Sarne, Gutsbezirk - 88 Groß Schnellendorf - 313 Groß Schnellendorf, Gutsbezirk - 61 Grüben - 647 Grüben, Gutsbezirk - 110 Guhrau - 220 Guhrau, Gutsbezirk - 80 Guschwitz - 538 Guschwitz, Gutsbezirk - 0 Hammer - 238 Heidehaus, Gutsbezirk - 32 Heidersdorf - 314 Heidersdorf, Gutsbezirk - 133 Hilbersdorf - 505 Hilbersdorf, Gutsbezirk - 10 | Hillersdorf - 174 Jakobsdorf - 242 Jakobsdorf, Gutsbezirk - 97 Jatzdorf - 204 Jatzdorf, Gutsbezirk - 0 Julienthal - 89 Kaltecke, Gutsbezirk - 41 Karbischau - 467 Karbischau, Gutsbezirk - 142 Kirchberg - 594 Kirchberg, Gutsbezirk - 22 Klein Mangersdorf - 154 Klein Mangersdorf, Gutsbezirk - 17 Klein Sarne - 203 Klein Sarne, Gutsbezirk - 75 Klein Schnellendorf - 284 Klein Schnellendorf, Gutsbezirk - 143 Kleuschnitz - 379 Kleuschnitz, Gutsbezirk - 55 Korpitz - 188 Lamsdorf - 838 Lamsdorf, Gutsbezirk - 69 Lamsdorf, Truppenübungsplatz, Gutsbezirk - 80 Lippen - 156 Lippen, Gutsbezirk - 65 Mauschwitz - 146 Mauschwitz, Gutsbezirk - 41 Michelsdorf - 91 Mullwitz - 144 Mullwitz, Gutsbezirk - 15 Niewe, Gutsbezirk - 89 Niewodnik - 418 Niewodnik, Gutsbezirk - 107 Nikoline - 274 Nikoline, Gutsbezirk - 141 Norok - 656 Norok, Gutsbezirk - 230 Nüßdorf - 216 Nüßdorf, Gutsbezirk - 57 Petersdorf - 52 Petersdorf, Gutsbezirk - 28 Piechotzütz - 240 Plieschnitz - 199 Plieschnitz, Gutsbezirk - 22 Polnisch Jamke - 407 Polnisch Jamke, Gutsbezirk - 37 Polnisch Leipe - 223 Polnisch Leipe, Gutsbezirk - 97 Puschine - 516 Puschine, Gutsbezirk - 161 Ranisch - 162 Raschwitz - 481 Raschwitz, Gutsbezirk - 3 | Rauske - 78 Rauske, Gutsbezirk - 46 Rautke - 114 Rautke, Gutsbezirk - 42 Rogau - 186 Rogau, Gutsbezirk - 72 Roßdorf - 275 Roßdorf, Gutsbezirk - 22 Sabine - 652 Sabine, Gutsbezirk - 39 Sankt Hubertusgrün, Gutsbezirk - 26 Schaderwitz - 504 Schaderwitz, Gutsbezirk - 57 Scharfenberg, Gutsbezirk - 110 Schedlau - 242 Schedlau, Gutsbezirk - 145 Schedliske - 56 Schedliske, Gutsbezirk - 56 Scheppanowitz - 212 Scheppanowitz, Gutsbezirk - 107 Scheppelwitz - 257 Scheppelwitz, Gutsbezirk - 88 Schiedlow - 446 Schiedlow, Gutsbezirk - 270 Schönwitz - 537 Schönwitz, Gutsbezirk - 137 Schurgast - 904 Schurgast, Schloß, Gutsbezirk - 222 Seifersdorf - 258 Seifersdorf, Gutsbezirk - 117 Sokollnik, Gutsbezirk - 144 Sonnenberg - 418 Sonnenberg, Gutsbezirk - 60 Sorge - 48 Sorge, Gutsbezirk - 14 Springsdorf - 115 Springsdorf, Gutsbezirk - 5 Stroschwitz - 307 Stroschwitz, Anteil Falkenberg, Gutsbezirk - 0 Stroschwitz, Anteil Löwen, Gutsbezirk - 0 Tarnitze - 74 Tarnitze, Gutsbezirk - 84 Tillowitz - 1.390 Tillowitz, Gutsbezirk - 446 Weiderwitz - 92 Weiderwitz, Gutsbezirk - 44 Weißdorf - 567 Weißdorf, Gutsbezirk - 20 Weschelle - 255 Weschelle, Gutsbezirk - 0 Wiersbel - 857 Wiersbel, Gutsbezirk - 97 Woistrasch - 187 |

## Ludność
Według danych statystycznych ludność powiatu niemodlińskiego na przestrzeni lat kształtowała się następująco:
- w 1885 roku - 40.186 mieszkańców
- w 1890 roku - 39.387 mieszkańców, w tym: 11.262 protestantów, 28.040 katolików, 84 żydów,
- w 1900 roku - 38.000 mieszkańców, w tym: 10.921 protestantów, 26.987 katolików,
- w 1910 roku - 37.526 mieszkańców, w tym: 10.309 protestantów, 27.170 katolików,
- w 1919 roku - 37.738 mieszkańców,
- w 1925 roku - 38.772 mieszkańców, w tym: 10.763 protestantów, 27.953 katolików, 7 innych chrześcijan, 15 żydów,
- w 1933 roku - 39.834 mieszkańców, w tym: 11.096 protestantów, 28.684 katolików, 2 innych chrześcijan, 3 żydów,
- w 1939 roku - 40.340 mieszkańców, w tym: 11.231 protestantów, 28.868 katolików, 20 innych chrześcijan, 96 żydów.

## Starostowie (niem. Landrat)
- do 1813: von Arnstädt,
- 1813-1818: Ludwig von Ziegler und Klipphausen-Dambrau,
- 1818-1839: von Kalinowsky,
- 1839-1845: Promnitz,
- 1845-1858: Graf Hermann von Seherr-Thoß,
- 1858-1866: Freiherr Richard von Koppy,
- 1866-1883: Graf Georg Pückler von Groditz,
- 1883-1905: Günther von Sydow,
- 1905-1913: Rudolf von Zastrow,
- 1913-1914: Max Tortilowicz von Batocki,
- 1914-1918: Dr. Kurt Freiherr von Reibnitz,
- 1918-1932: Oskar Wackerzapp,
- 1932-1934: Dr. Ernst Laux,
- 1934-1943: Dr. Joachim Heine.
- 1943-1945: Karl Lange,

## Sąsiednie powiaty
- powiat Grottkau
- powiat Brieg
- powiat Oppeln
- powiat Neustadt O.S.
- powiat Neisse